# Takasago (1897)

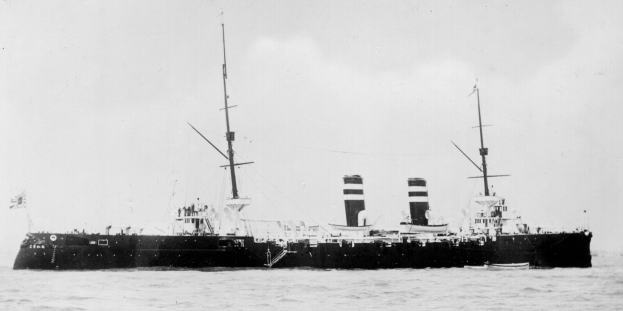
"Takasago" w malowaniu bojowym

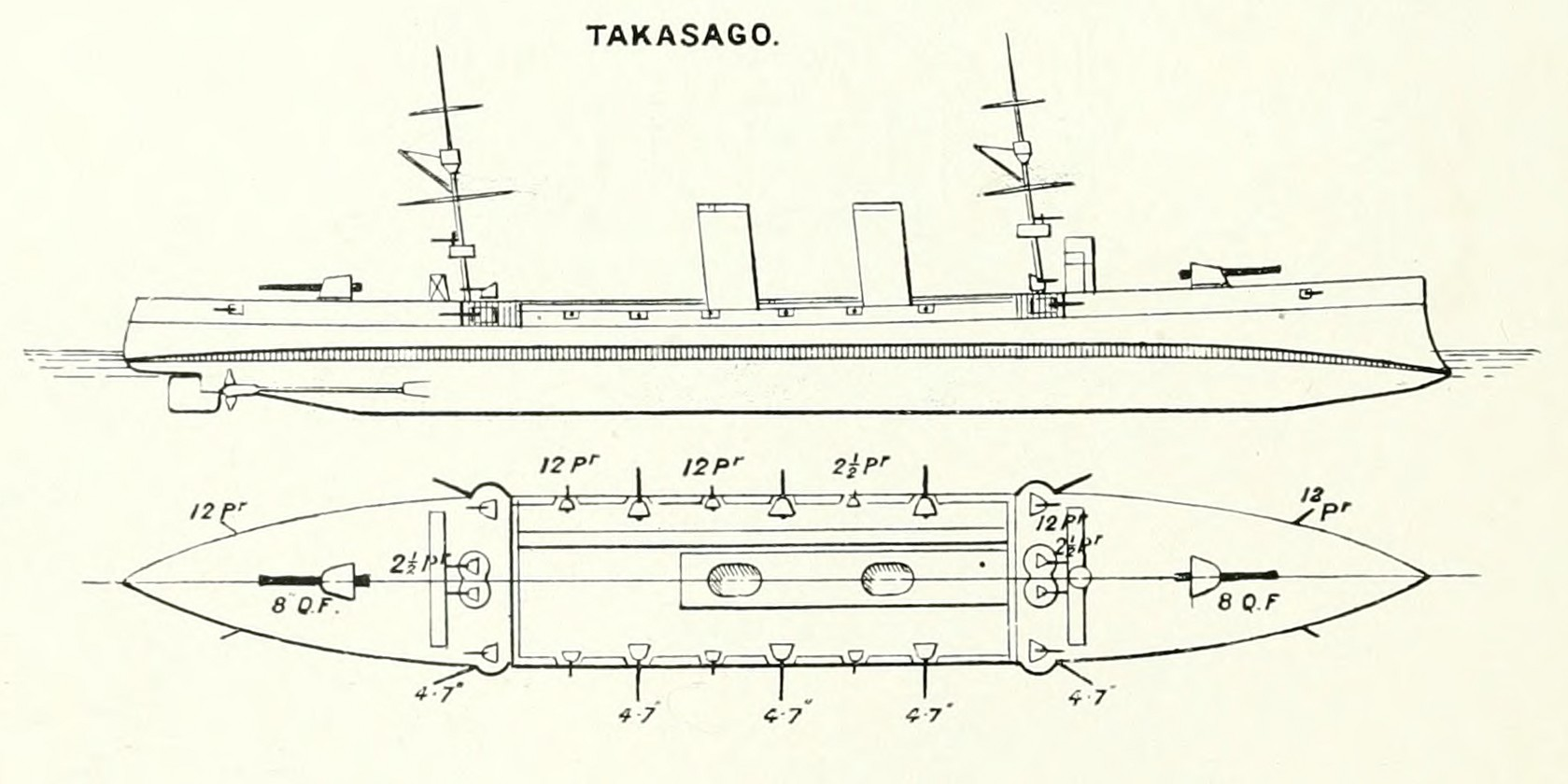
Schemat opancerzenia i uzbrojenia

Takasago (jap. 高砂) – krążownik pancernopokładowy japońskiej marynarki wojennej z przełomu XIX i  XX wieków, zbudowany  w Wielkiej Brytanii. Jedyny okręt swojego typu. Służył aktywnie podczas wojny japońsko-rosyjskiej, w trakcie której został utracony w 1904 na minie. 

## Historia
Krążownik pancernopokładowy "Takasago" został zamówiony przez Japonię w ramach programu finansowego na 1896 rok w brytyjskiej stoczni Armstrong Whitworth w Elswick (Newcastle upon Tyne). Głównym projektantem był Sir Philip Watts. "Takasago" stanowił rozwinięcie zbudowanego uprzednio w tej stoczni krążownika „Yoshino” i podobnie jak on zaliczał się do tzw. "elswickich krążowników" – średniej wielkości, lecz szybkich i silnie uzbrojonych w szybkostrzelne działa średniego kalibru. Klasyfikowany był w Japonii jako krążownik II klasy. Dalszym rozwinięciem tej serii były dwa krążowniki typu Kasagi. 

## Opis
Okręt praktycznie powtarzał konstrukcję krążownika „Yoshino”. Podobnie jak on miał mało typową architekturę kadłuba, z podniesionym zarówno pokładem dziobowym jak i rufowym. Dziób miał formę taranową. Spaliny z kotłów odprowadzane były przed dwa wysokie, pochylone kominy na śródokręciu; sylwetkę uzupełniały dwa pochylone, palowe maszty. Nieco tylko została powiększona nadbudówka dziobowa. 
Największa zmiana dotyczyła wzmocnienia uzbrojenia - 4 działa kalibru 152 mm i 8 dział 120 mm zostały zastąpione przez 2 działa kalibru 203 mm i 10 dział 120 mm. Wszystkie były umieszczone w pojedynczych stanowiskach na pokładzie, chronione maskami pancernymi. Oba działa 203 mm umieszczone były w osi symetrii okrętu, na pokładzie dziobowym i rufowym, z szerokim polem ostrzału, natomiast działa 120 mm rozmieszczone były wzdłuż burt na śródokręciu, na sponsonach pokładu górnego, po 5 na burtę. Dwa dziobowe działa po obu stronach nadbudówki dziobowej, mogły strzelać bezpośrednio do przodu. Wzmocniono też uzbrojenie pomocnicze, które stanowiło 12 pojedynczych dział 76 mm (umieszczonych na burtach, pomiędzy działami 120 mm oraz na sponsonach pokładu dziobowego i rufowego nad skrajnymi działami 120 mm) i 6 dział 47 mm, w miejsce 22 dział 47 mm. Nie zmienione pozostało 5 nadwodnych wyrzutni torpedowych. Podobnie, jak w poprzednim typie opancerzenie kadłuba ograniczało się do wewnętrznego pokładu pancernego o grubości 114 mm na bocznych skosach, lecz grubość części płaskiej zwiększono do 63 mm. Chronione pancerzem do 114 mm były też maski dział, a także opancerzona była wieża dowodzenia.
W konstrukcji "Takasago" priorytet położono na dużą szybkość i silne uzbrojenie, lecz z powodu ostrych linii kadłuba i wysoko umiejscowionej ciężkiej artylerii, miał on nie najlepszą dzielność morską i był podatny na kołysanie. Oprócz silnej artylerii, zaletą był gruby pokład pancerny, mający chronić żywotne części kadłuba przed pociskami 203 mm.

## Historia służby
"Takasago" wziął udział w wojnie japońsko-rosyjskiej w 1904, wchodząc w skład 3. Dywizjonu krążowników 1. Floty, dowodzonego przez kontradmirała Shigetō Dewa. Dywizjon ten służył m.in. jako szybki zespół rozpoznawczy floty (oprócz "Takasago", zbliżone do niego krążowniki „Yoshino”, "Kasagi" i "Chitose"). Brał udział głównie w działaniach pod Port Arturem. Jego dowódcą był wówczas, od lipca 1903, komandor Hajime Ishibashi. 
W nocy na 13 grudnia 1904 wszedł na rosyjską minę z zagrody postawionej przez niszczyciel "Sierdityj" (typu Sokoł), 37 mil na południe od Port Artura, na pozycji 38°10′N 121°15′E/38,166667 121,250000, po czym zatonął w dzień. Zginęło 280 (według innych źródeł 204) ludzi załogi

## Dane techniczne
- wyporność:
  - normalna 4160 ton
  - pełna 5260 ton
- wymiary: 
  - długość całkowita: 118,2 m
  - długość między pionami: 109,73 m
  - szerokość: 14,78 m
  - zanurzenie: 5,18 m
- napęd: 2 pionowe maszyny parowe potrójnego rozprężania (VTE), 8 cylindrycznych kotłów parowych (4 pojedyncze i 4 podwójne), moc projektowa 15 500 indykowanych KM, na próbach 12 990 ind. KM, 2 śruby[3]
- prędkość maksymalna: 22,9 w[5]
- zapas paliwa: 350 t węgla, max. 1000 t
- zasięg maks.: 5500 Mm (przy prędkości 10 w)[3]
- załoga: 425, w tym 24 oficerów

Uzbrojenie :
- 2 działa 203 mm Armstrong (w pojedynczych stanowiskach z maskami pancernymi) (2xI)
  - długość lufy: L/40
- 10 dział 120 mm Armstrong Elswick (w pojedynczych stanowiskach)
  - długość lufy: L/40, kąt podniesienia -3+20°, masa pocisku: 20,4 kg, donośność: 9050 m, szybkostrzelność 5-6 strz/min ([6])
- 12 dział 76 mm  L/40
- 6 dział 47 mm Hotchkiss
- 5 nadwodnych wyrzutni torpedowych 457 mm (jedna w dziobie, 4 w burtach)[7]

Opancerzenie (stal Harveya):
- wewnętrzny pokład pancerny: 114 mm (skosy) – 63 mm (płaska część)[3][1]
- maski dział 203 mm: 114 mm (przód) - 63 mm (boki)[3][1]
- maski dział 120 mm: 63 mm[1]
- wieża dowodzenia(inne języki): 76 mm[8]
- szyby podajników amunicji: 76 mm[3]